# Лайсбах
Лайсбах (нем. Laisbach) — река в Германии, протекает по земле Гессен, речной индекс 24818. Площадь бассейна реки составляет 44,38 км². Длина реки 17,9 км.
Экологическое состояние реки в целом считается плохим. Входит в Нижний форельный регион. Водосбор расположен на западе местности Unterer Vogelsberg.

## Притоки
- Krummbach (слева) — 4,1 км
- Fauerbacher Bach (слева) — 2,7 км
- Rambach (Niddaer Bach) (слева) — 7,8 км